# 아널드 웨스커

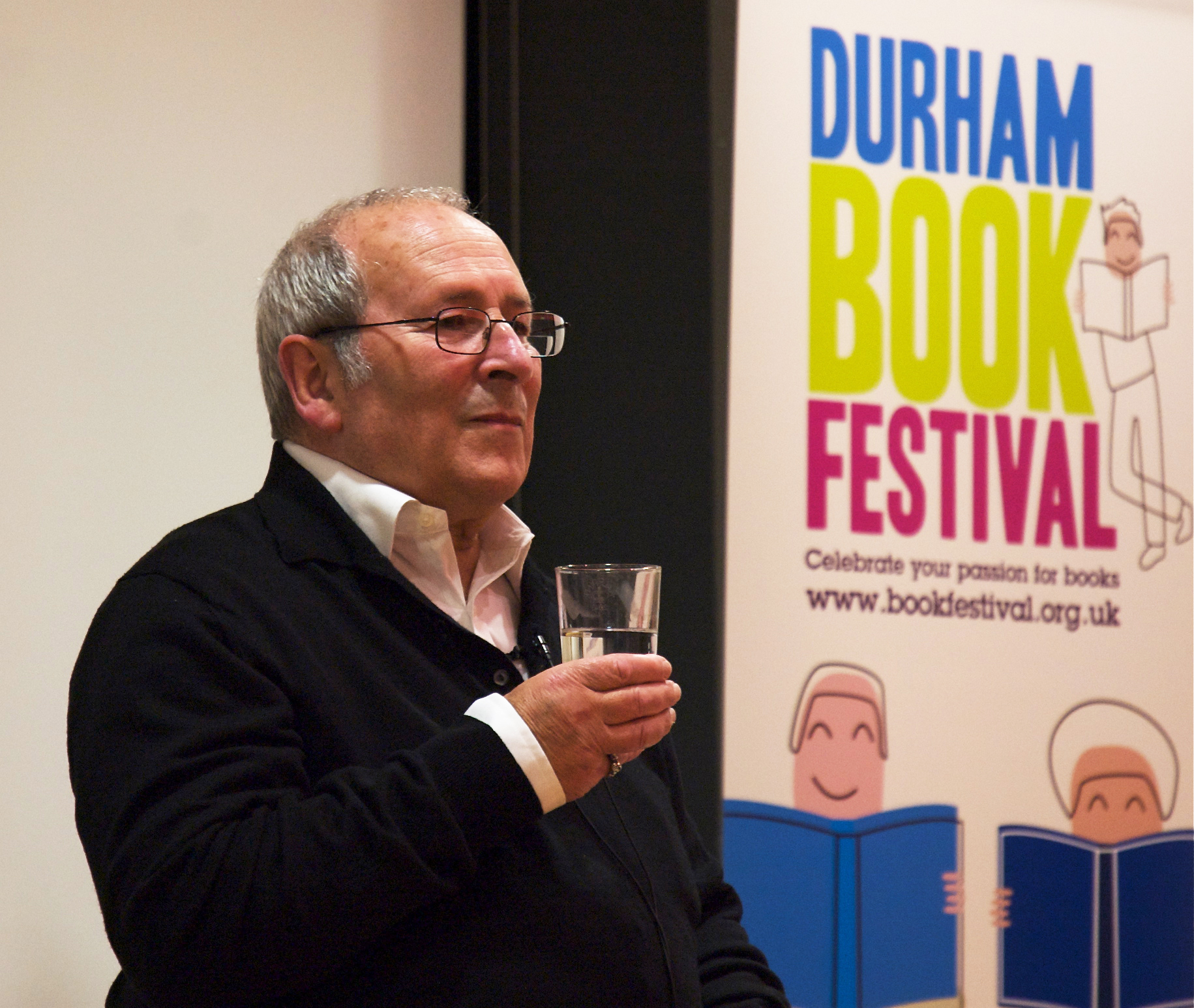
아널드 웨스커(2008년)

아널드 웨스커 경(Sir Arnold Wesker, 1932년 5월 24일 ~ 2016년 4월 12일)은 영국의 극작가로, 전후 영국 사회극의 가장 강력한 대변자로 손꼽힌다.
한때 청년공산연맹회원이었고 시오니즘 운동에도 가담했었다. 농장에서 일한 적이 있으며 호텔·레스토랑 주방에서 요리사로도 일했다. 이러한 그의 경험이 작품 속에도 그대로 나타나 《부엌》(1958) 《보리를 넣은 치킨 수프》(1958) 《뿌리》(1959) 《예루살렘을 이야기하고 있다》(1960) 등이 나왔다. 뒤의 3작품을 웨스커의 3부작이라 하는데 약 20년간에 걸쳐 이상적인 생활을 추구하는 한 가정의 정치적 변천을 그리고 있다. 《부엌》은 런던의 한 주방을 통해 세계의 축소판을 보여주고 있다.
《모든 것에 칩스를 넣었다》(1962)는 이제까지 그의 작품 중에서 가장 성공을 거둔 작품으로, 영국 공군 내부의 계급조직을 다루었다. 그는 1960년에 가난한 노동자들에게 연극을 보여주고 연극을 연극인 손에 맡기기 위해 '센터 42'를 조직, 이에 정열을 기울이고자 극작을 중단했다가 다시 《4계절》(1965)과 《그들의 황금도시》(1966)로 컴백했다. 등장인물 두 사람의 러브 스토리인 《4계절》은 실패했지만 《그들의 황금도시》는 성공하였다. 이 작품은 한 건축가가 자기들의 도시를 건설하기 위해 60년간의 투쟁을 벌이는 이야기로서, 극장은 곧 사회적인 활동이며 극작가는 마땅히 대중의 생활을 풍족하게 해 주도록 노력할 의무가 있다는 그의 사상을 잘 반영해 주고 있다.
2006년 Knight Bachelor(기사작위)에 서임되었다.